# 藤沢町
藤沢町（ふじさわちょう）は、2011年（平成23年）まで岩手県東磐井郡にあった町。現在は一関市のうち、藤沢町を冠する各大字にあたる。

## 地理

### 自然
- 山岳：保呂羽山、高鳥兎山、献上山など
- 河川：北上川、黄海川など

### ダム
- 金越沢ダム（ほろわ湖）
- 相川ダム（英語版）（まさぼう湖）
- 千松ダム（せんまつ湖）

## 歴史

### 年表
- 1889年（明治22年）4月1日 - 町村制施行にともない、藤沢本郷と西口村が合併して新制の藤沢村が発足[1]。
- 1926年（大正15年）6月1日 - 町制施行し、旧藤沢町となる。
- 1955年（昭和30年）4月1日 - 旧藤沢町、 黄海村・八沢村および大津保村の一部（大籠・保呂羽）と合併し、新制の藤沢町となる。
- 2011年（平成23年）
  - 3月11日 -  東日本大震災が発生し、最大震度6弱を観測[2]。
  - 9月26日 - 一関市に編入[3]。

### 一関市との合併協議
- 2004年（平成16年）に旧・一関市を中心とした両磐地区の合併機運に賛同し、新市への参画に加わる道を模索したが、当時は藤沢町は国営農地開発事業等により債務が過大で、合併した場合に新市への負担が大きいと判断されたことなどから、合併協議に加わることができなかったため、2005年（平成17年）の新・一関市誕生は藤沢町抜きで行われた。以降町は宮城県（登米市・気仙沼市）と一関市に挟まれ、孤立した状態にあったが、2010年（平成22年）4月に「一関市・藤沢町合併協議会」が設立[4]。2011年（平成23年）3月に岩手県議会で合併議案が可決され、5月に官報で告示された。

## 行政
町役場前には1990年（平成2年）11月、町民や自治会が持ち寄った石を積み重ねた記念碑「希望のケルン」がある。

### 首長

#### 歴代村長
| 代 | 氏名       | 就任日                     | 退任日                     | 備考 |
| -- | ---------- | -------------------------- | -------------------------- | ---- |
| 1  | 斎藤権平   | 1889年（明治22年）6月3日   | 1897年（明治30年）5月28日  |      |
| 2  | 藤本真弘   | 1897年（明治30年）5月29日  | 1899年（明治32年）2月25日  |      |
| 3  | 熊谷左一郎 | 1899年（明治32年）4月25日  | 1899年（明治32年）10月11日 |      |
| 4  | 佐伯秀八郎 | 1899年（明治32年）10月20日 | 1926年（大正15年）5月31日  |      |

#### 歴代町長
| 代                           | 氏名                      | 就任日                    | 退任日                     | 備考                      |
| 藤沢町（1926年 - 1955年）    | 藤沢町（1926年 - 1955年） | 藤沢町（1926年 - 1955年） | 藤沢町（1926年 - 1955年）  | 藤沢町（1926年 - 1955年） |
| ---------------------------- | ------------------------- | ------------------------- | -------------------------- | ------------------------- |
| 1                            | 佐伯秀八郎                | 1926年（大正15年）6月1日  | 1927年（昭和2年）12月19日  | 村長より留任              |
| 2                            | 高橋孝三郎                | 1928年（昭和3年）2月25日  | 1929年（昭和4年）12月10日  |                           |
| 3                            | 橋本弥充                  | 1929年（昭和4年）12月16日 | 1932年（昭和8年）12月10日  |                           |
| 4                            | 千葉需                    | 1934年（昭和9年）1月28日  | 1942年（昭和17年）1月27日  |                           |
| 5                            | 及川孝一                  | 1942年（昭和17年）1月28日 | 1946年（昭和21年）1月27日  |                           |
| 6                            | 五十嵐三五郎              | 1946年（昭和21年）4月10日 | 1946年（昭和21年）11月12日 |                           |
| 7                            | 阿部武彦                  | 1947年（昭和22年）4月7日  | 1955年（昭和30年）3月31日  |                           |
| 新 藤沢町（1955年 - 2011年） |                           |                           |                            |                           |
| 1                            | 岩淵道信                  | 1955年（昭和30年）5月     | 1963年（昭和38年）5月      | 元黄海村長                |
| 2                            | 皆川金治                  | 1963年（昭和38年）5月     | 1971年（昭和46年）5月      |                           |
| 3                            | 佐々木要一郎              | 1971年（昭和46年）5月     | 1978年（昭和53年）12月     |                           |
| 4                            | 佐藤守                    | 1979年（昭和54年）1月28日 | 2006年（平成18年）12月     |                           |
| 5                            | 畠山博                    | 2007年（平成19年）1月     | 2011年（平成23年）9月25日  |                           |

## 対外関係

### 姉妹都市
- セントラルハイランズ市（英語版）（オーストラリア・クイーンズランド州）
  - 2008年（平成20年）8月29日 - 国際姉妹都市を提携[6]

2008年（平成20年）3月にクイーンズランド州内の自治体再編が州政府によって行われ、「国際友好親善の町」として提携（1993年7月）していたデュアリンガ町Duaringa Shireが隣接する3自治体と合併し、新たな自治体（セントラルハイランズ市 ）として誕生した。このため、両市町では2008年（平成20年）8月29日にオーストラリアで、2008年（平成20年）11月3日には日本で提携調印式を行い、新たな交流を誓い合った。両市町では、前回の提携（1993年）以来相互に中学生、高校生などによるホームステイ交流をはじめ、息の長い草の根交流を続けていた。

## 地域

### 人口
| |                                            |  |
| 藤沢町と全国の年齢別人口分布（2005年時点） | 藤沢町の年齢・男女別人口分布（2005年時点） |  |
| 藤沢町の人口の推移 |                                            |  |
| \| 1970年（昭和45年） \| 12,561人 \| \| \| 1975年（昭和50年） \| 11,735人 \| \| \| 1980年（昭和55年） \| 11,434人 \| \| \| 1985年（昭和60年） \| 11,217人 \| \| \| 1990年（平成2年） \| 11,149人 \| \| \| 1995年（平成7年） \| 10,836人 \| \| \| 2000年（平成12年） \| 10,452人 \| \| \| 2005年（平成17年） \| 9,904人 \| \| \| 2010年（平成22年） \| 9,065人 \| \| |                                            |  |
| 総務省統計局 国勢調査より |                                            |  |
| 1970年（昭和45年） | 12,561人                                   |  |
| 1975年（昭和50年） | 11,735人                                   |  |
| 1980年（昭和55年） | 11,434人                                   |  |
| 1985年（昭和60年） | 11,217人                                   |  |
| 1990年（平成2年） | 11,149人                                   |  |
| 1995年（平成7年） | 10,836人                                   |  |
| 2000年（平成12年） | 10,452人                                   |  |
| 2005年（平成17年） | 9,904人                                    |  |
| 2010年（平成22年） | 9,065人                                    |  |

### 各地区の人口・世帯数
2011年9月時点の各地区の人口と世帯数。
増減率は5年前の2006年9月時点との比較。
| 地区名       | 人口    | 人口    | 人口    | 人口     | 世帯      | 世帯    |
| 地区名       | 男性    | 女性    | 計      | 増減     | 世帯数    | 増減    |
| ------------ | ------- | ------- | ------- | -------- | --------- | ------- |
| 藤沢         |         |         | 2,933人 | －10.14% | 1,016世帯 | －3.69% |
| 黄海         |         |         | 2,435人 | －7.59%  | 726世帯   | －0.27% |
| 八沢         |         |         | 2,407人 | －3.41%  | 789世帯   | 1.67%   |
| 保呂羽・大籠 |         |         | 1,348人 | －9.59%  | 419世帯   | －3.23% |
| 合計         | 4,487人 | 4,636人 | 9,123人 | －7.68%  | 2,950世帯 | －1.40% |

## 公的機関

### 警察
岩手県警察
- 千厩警察署（管轄：東磐井郡）
  - 藤沢駐在所
  - 黄海駐在所
  - 保呂羽駐在所

### 消防
両磐地区消防組合
- 千厩消防署藤沢分署

### 医療

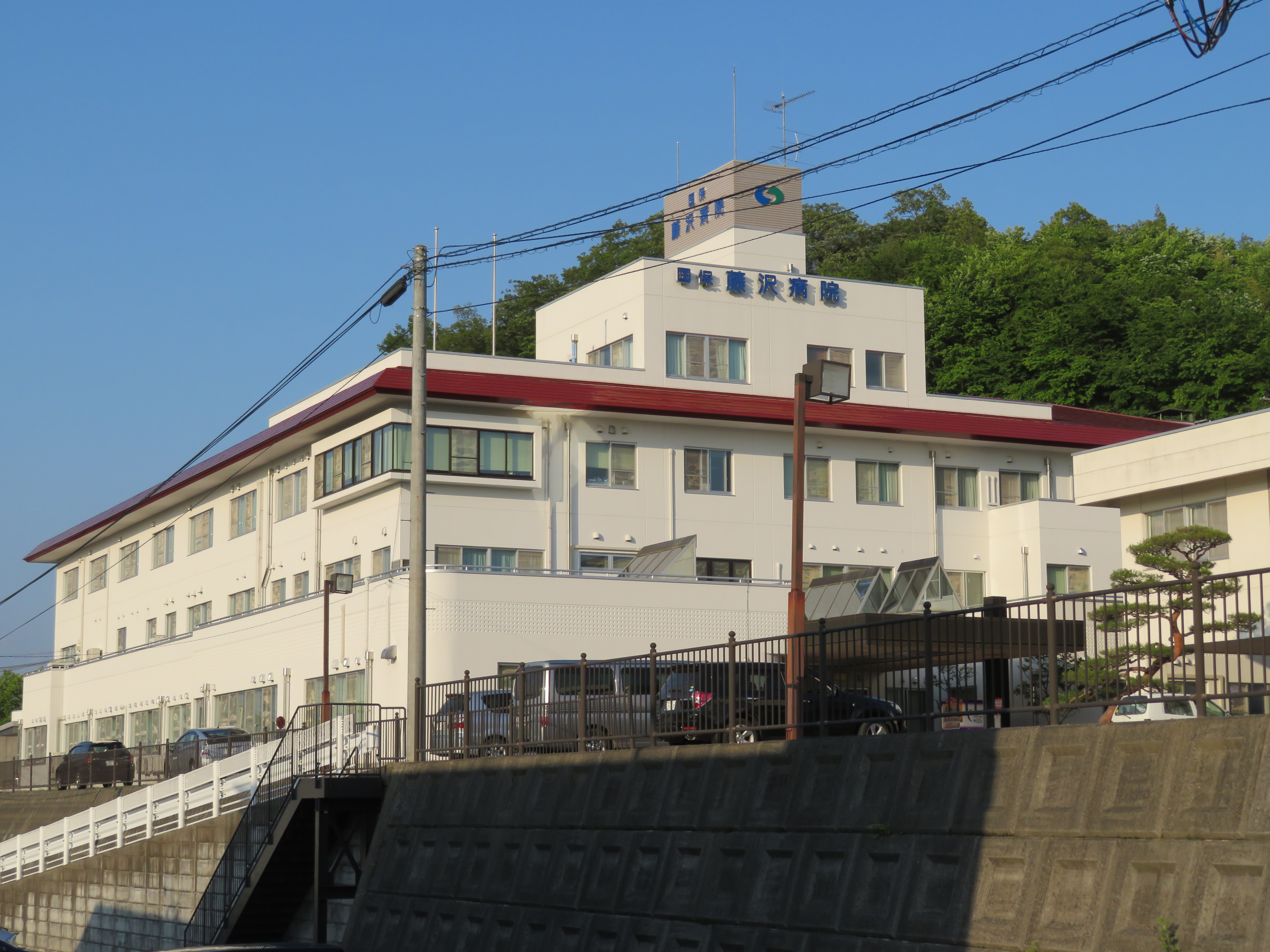
藤沢町民病院（2018年6月撮影）

- 国民健康保険藤沢町民病院

## 公共施設
主な施設を掲載。
図書館
- 藤沢町立図書館（藤沢文化センター内）

文化施設
- 大籠キリシタン殉教公園
- 藤沢文化センター（別名：縄文ホール）

公民館
- 藤沢公民館
- 黄海地区公民館

運動施設
藤沢地区
- 藤沢体育館
- 藤沢スポーツプラザ
- 藤沢テニスコート
- 藤沢運動広場

徳田地区

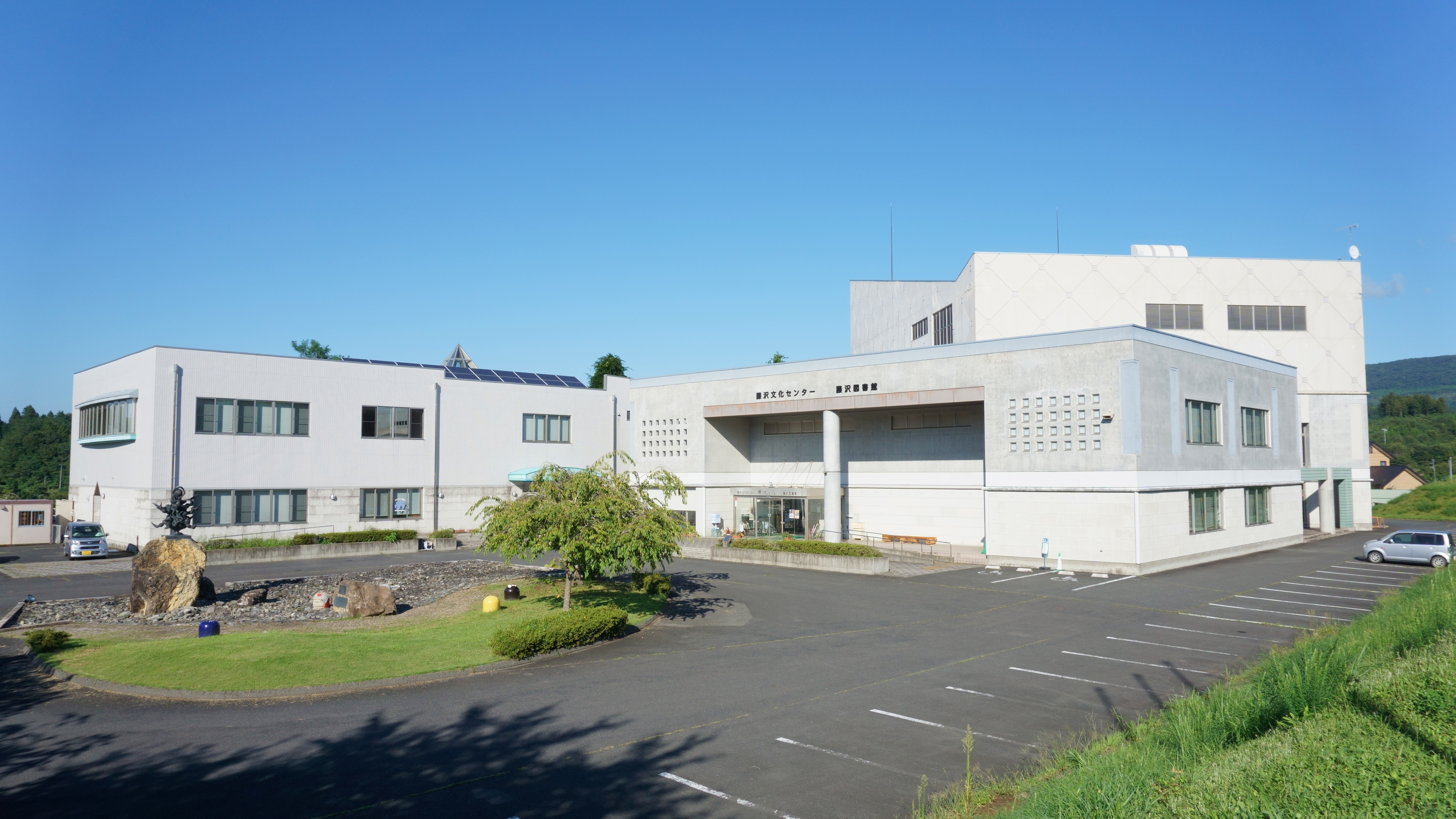
藤沢文化センター（右）と藤沢公民館（左）。2024年9月撮影。

- ニコニコパーク：藤沢B&G海洋センター、ニコニコドーム、すぱーく藤沢
- コミュニティ体育館徳田ふれあいランド（旧・徳田小学校体育館）

新沼地区
- 藤沢スポーツランド

保呂羽地区
- 保呂羽コミュニティ体育館（旧・保呂羽小学校体育館）

大籠地区
- 大籠コミュニティ体育館（旧・大籠小学校体育館）

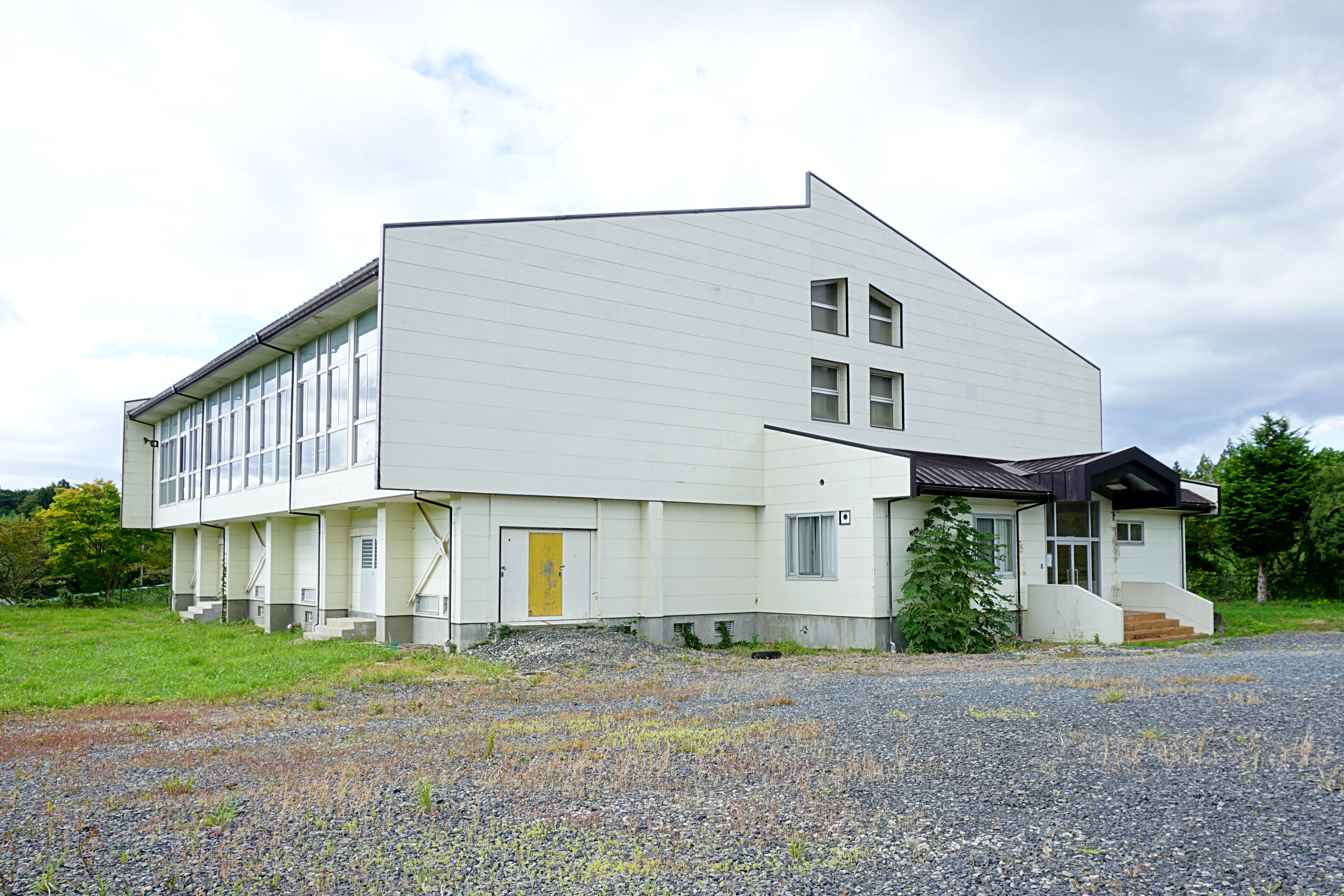
保呂羽コミュニティ体育館（2023年10月撮影）
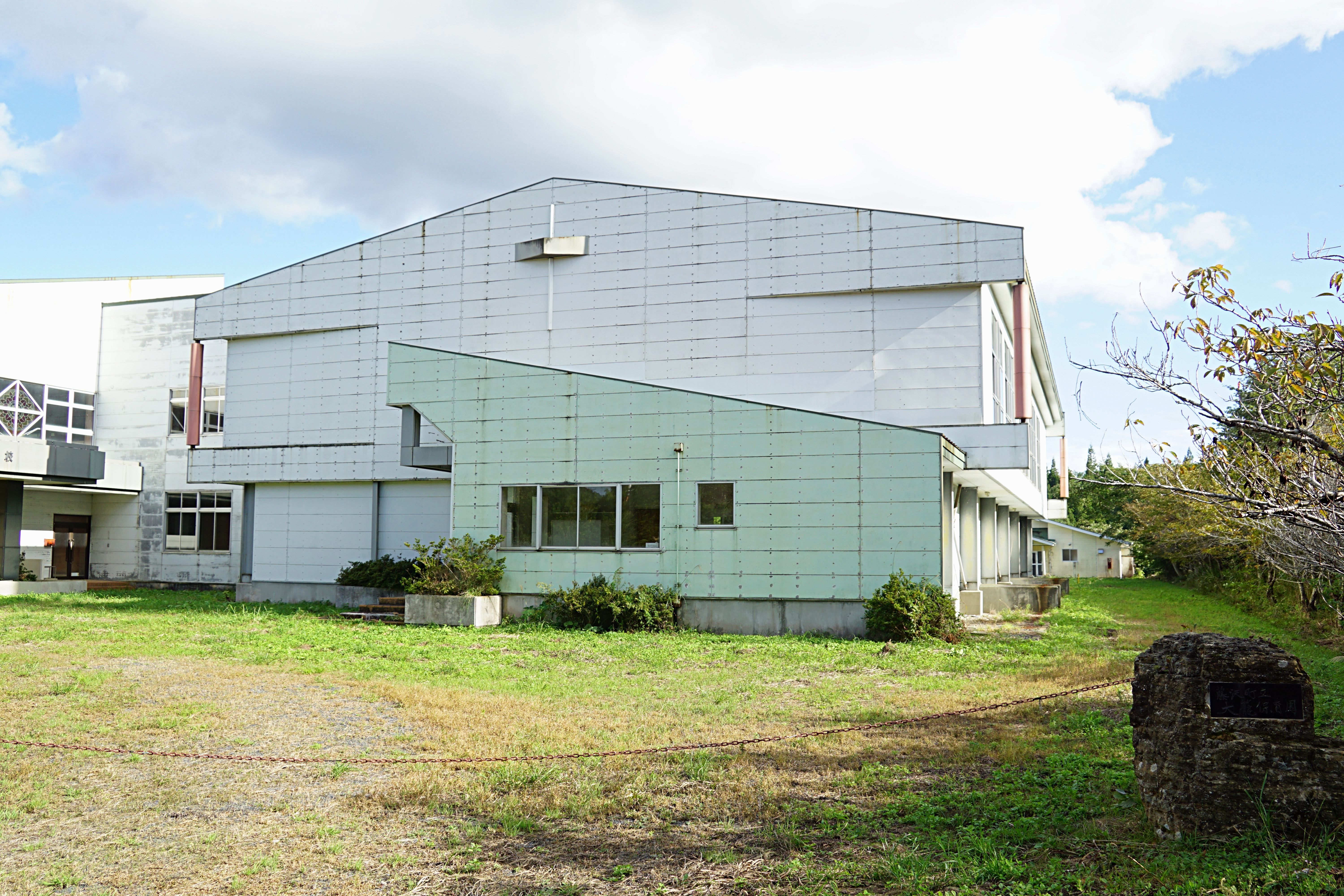
大籠コミュニティ体育館（2023年10月撮影）

## 経済

### 第一次産業

#### 農業
- ひとめぼれの生産地 本沢有機低農薬栽培組合

#### 畜産
- 磐井牛の生産地（磐井牛の肥育が行われている）

### 町内に本社及び拠点事務所を置く主な企業
- アーク（農業サービス）
- インテグラン（電源製造）
- SWS東日本（ワイヤーハーネス製造）
- オージェイテキスタイル（織物製造）
- オヤマ（ブロイラー）
- SHOEI（ヘルメット製造）

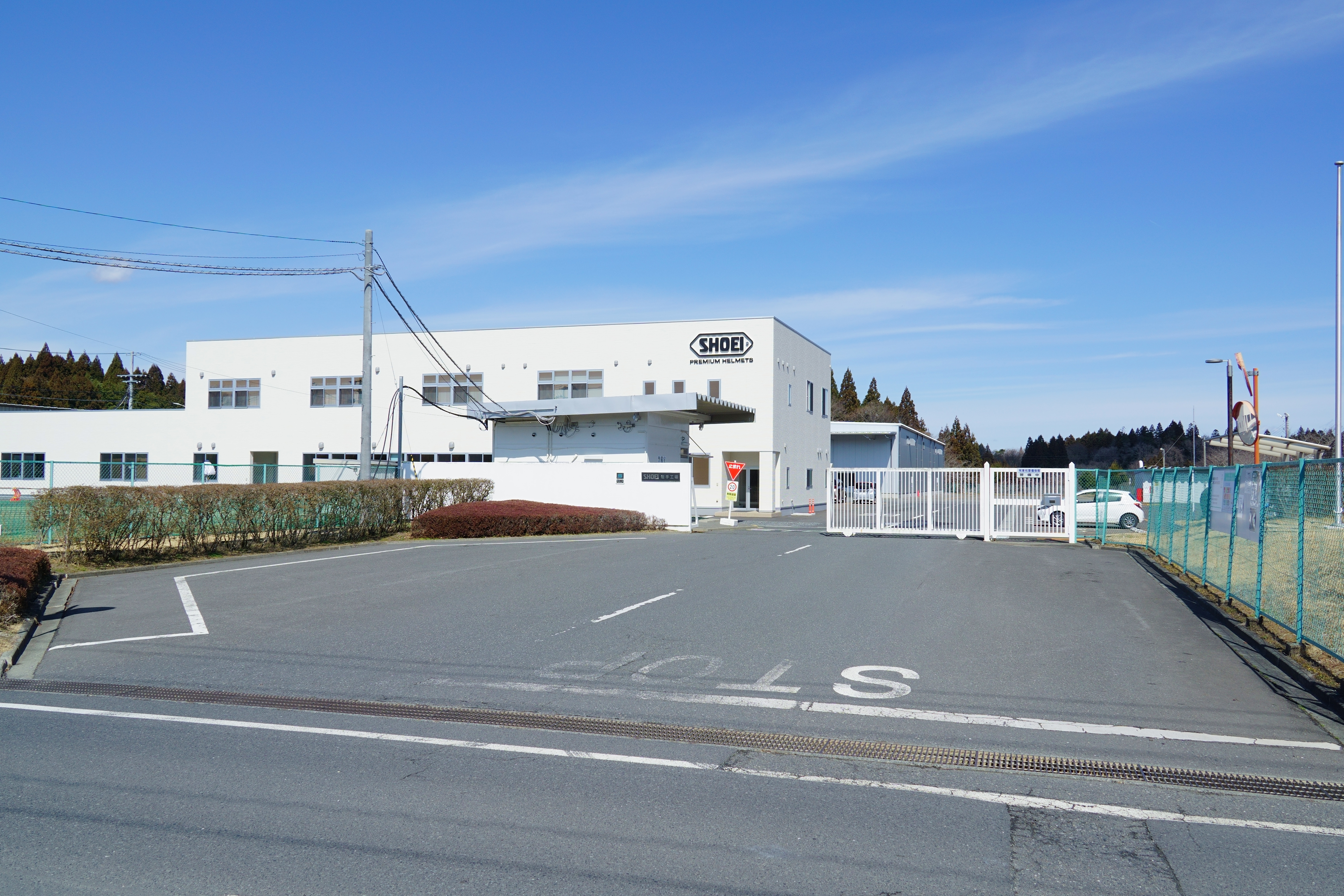
SHOEI岩手工場（2025年3月撮影）

- 大昌電子（プリント基板製造） - 1983年に町が誘致し、1986年4月に操業[9]。
- マーナーコスメチックス（化粧品製造）
- 和興ニット（織物製造） - 1968年操業。藤沢町初の誘致企業[10]。

## 郵便
郵便局
- 藤沢郵便局（集配局）
- 黄海郵便局 - 2007年3月までは集配局であった[11]。
- 保呂羽郵便局 - 2004年9月、郵便区統合により集配業務を廃止し、同時に大津保郵便局から改称[12]。

簡易郵便局
- 大籠簡易郵便局
- 八沢簡易郵便局

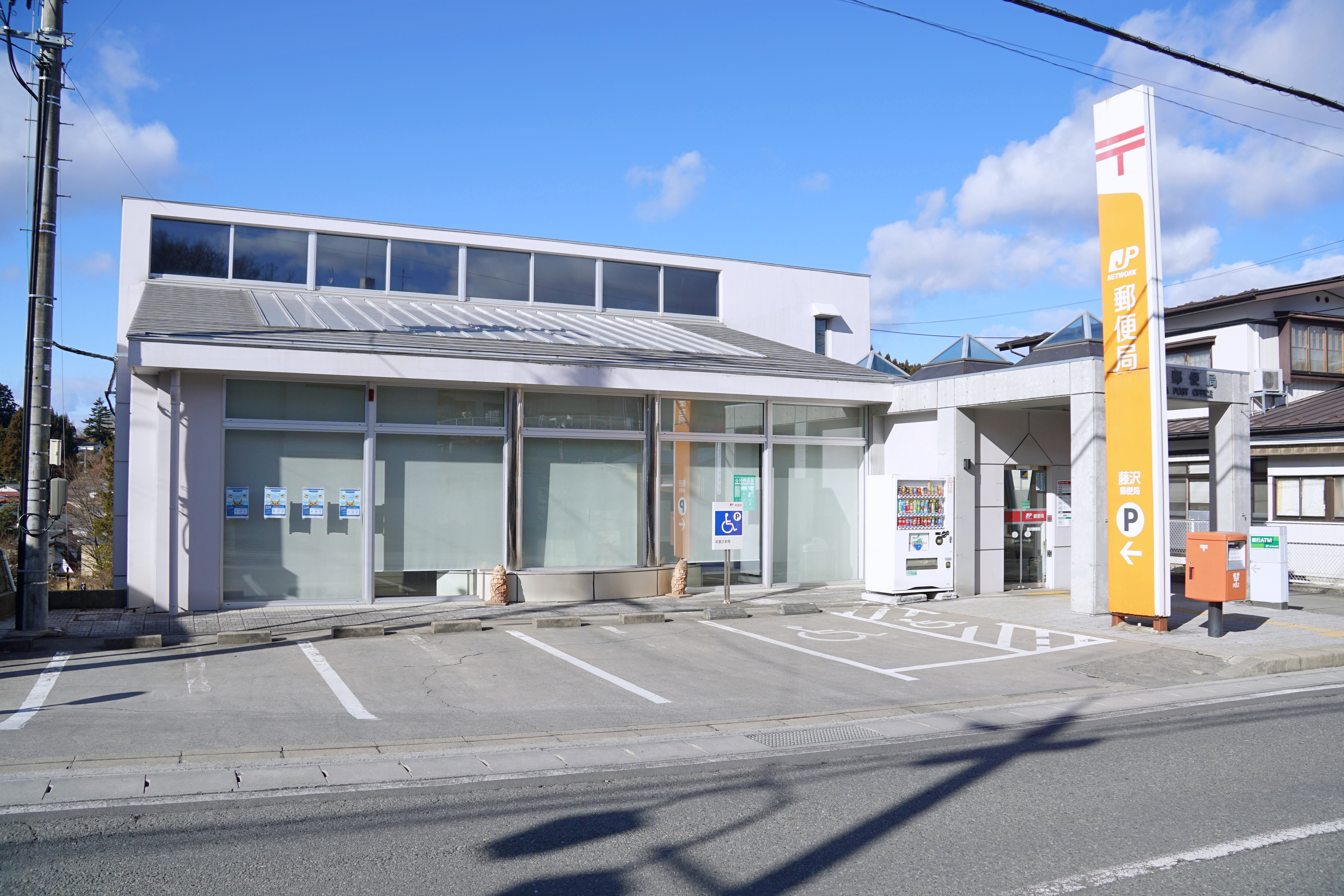
藤沢郵便局（2024年1月撮影）
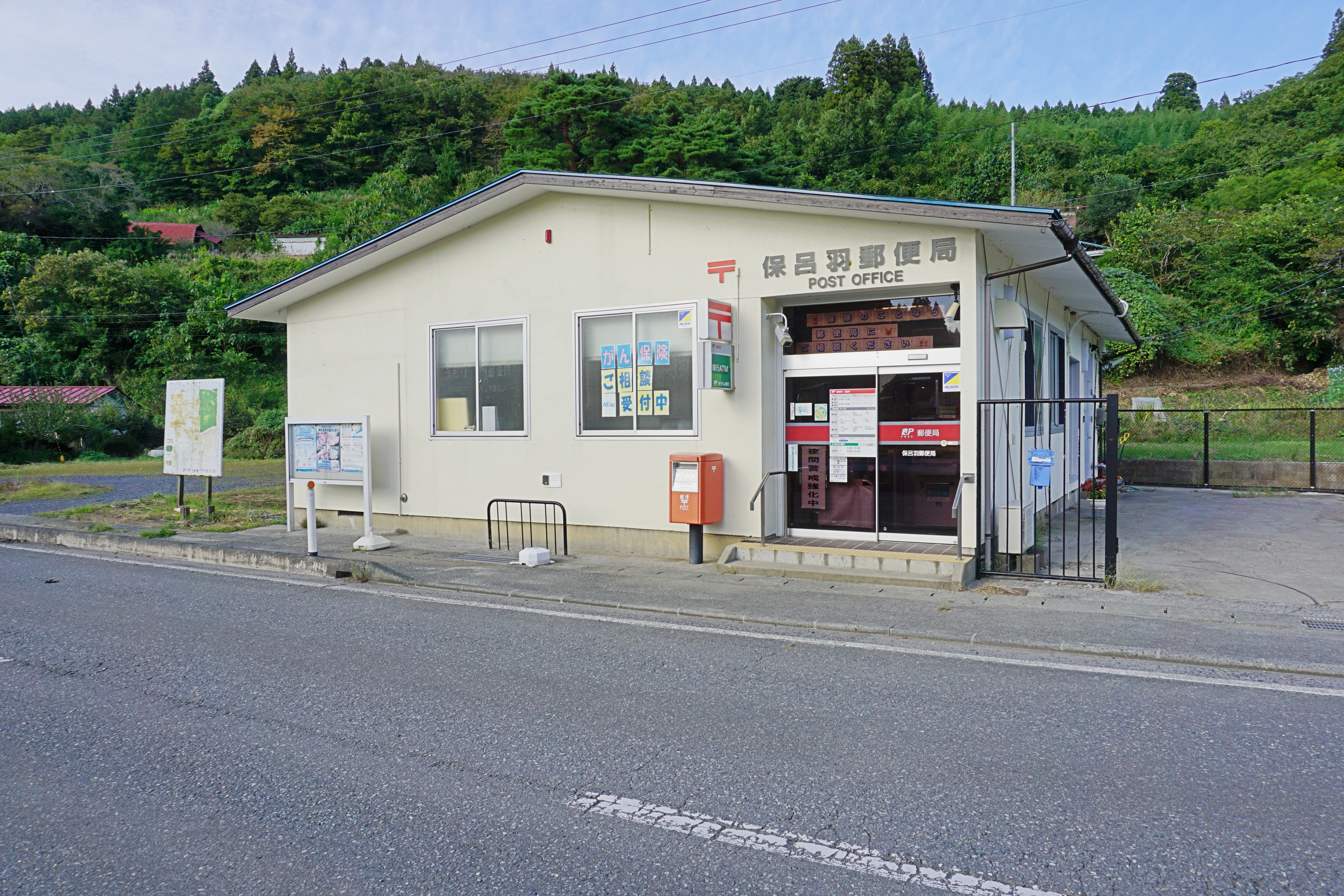
保呂羽郵便局（2023年9月撮影）

## 教育
町内に高等学校は所在しない。最寄りの高校は岩手県立千厩高等学校（一関市千厩町）。

### 高等学校
- 岩手県立藤沢高等学校（2008年千厩高校へ統合）

### 中学校
- 藤沢町立藤沢中学校

※以下は廃校
- 藤沢町立大津保中学校（1956年大籠中学校と保呂羽中学校へ分割）
- 藤沢町立曲田中学校（1963年黄海中学校へ統合）
- 藤沢町立藤沢中学校（1969年新制の藤沢中学校〈2代目〉へ統合）
- 藤沢町立大籠中学校（同上）

- 藤沢町立保呂羽中学校（1969年新制の藤沢中学校〈2代目〉へ統合）
- 藤沢町立八沢中学校（同上）
- 藤沢町立藤沢中学校〈2代目〉（2004年新制の藤沢中学校〈3代目〉へ統合）

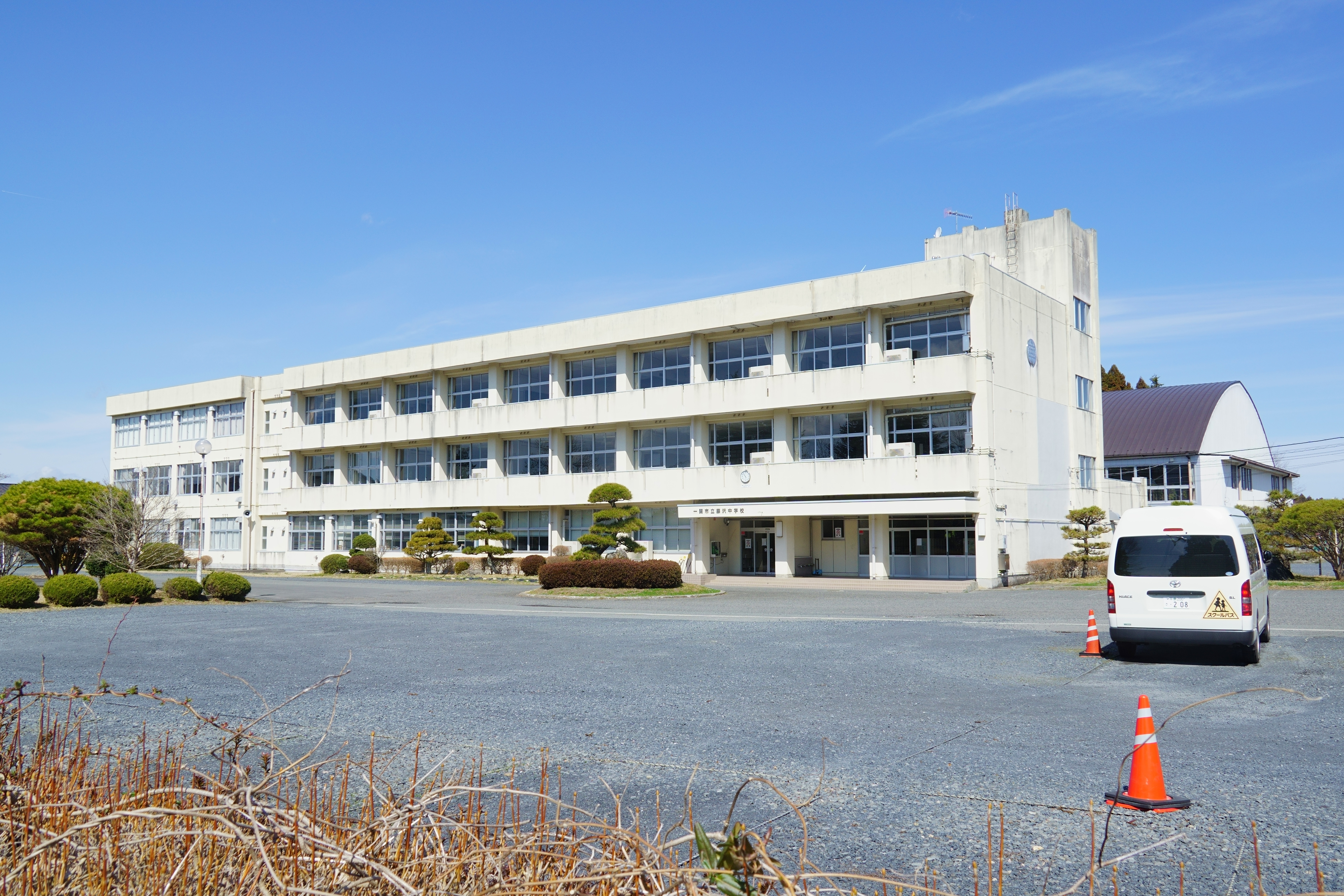
藤沢中学校（藤沢高校から継承後）

- 藤沢町立黄海中学校（同上）

### 小学校
- 藤沢町立藤沢小学校
- 藤沢町立黄海小学校
- 藤沢町立新沼小学校

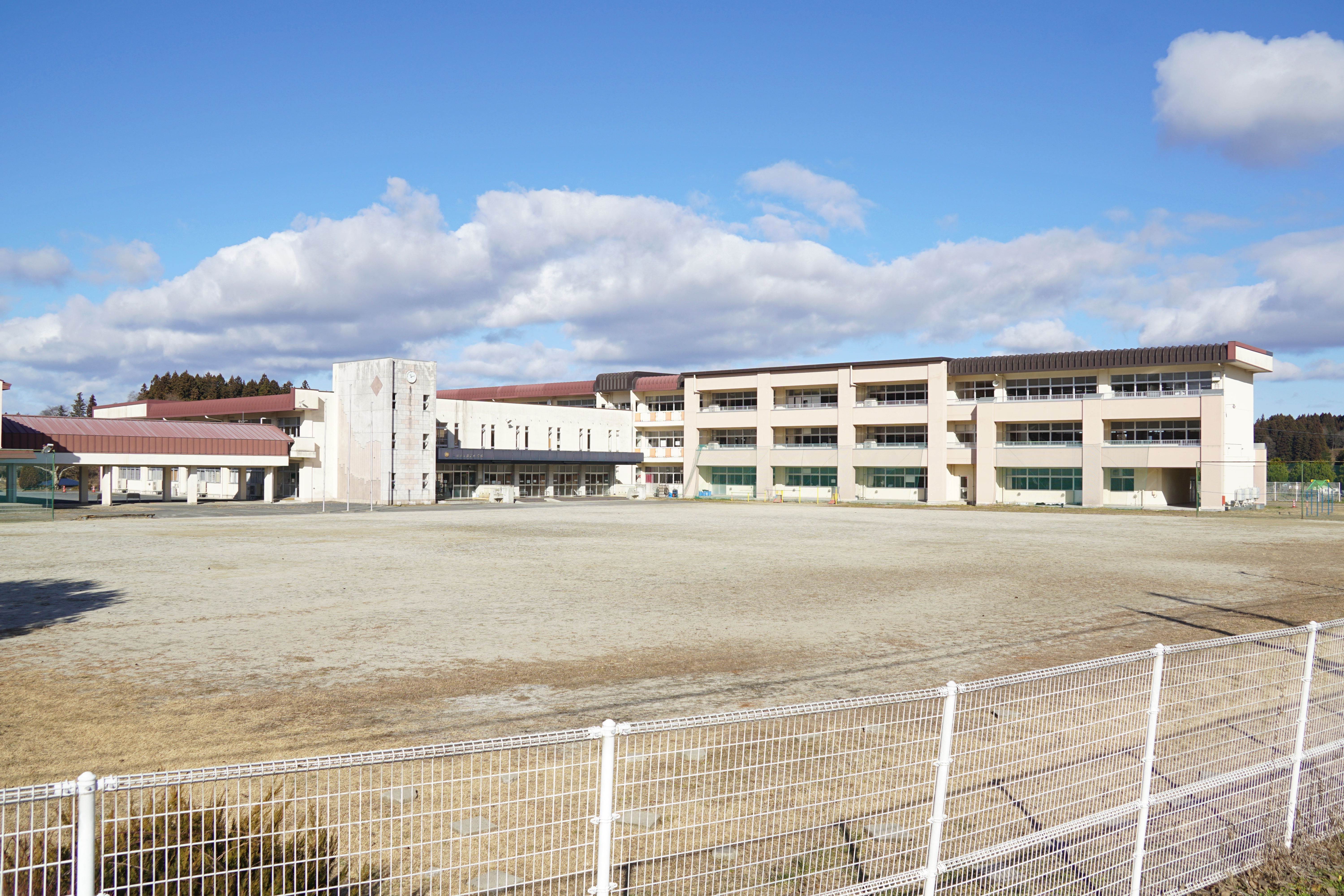
藤沢小学校（藤沢中学校から継承後）
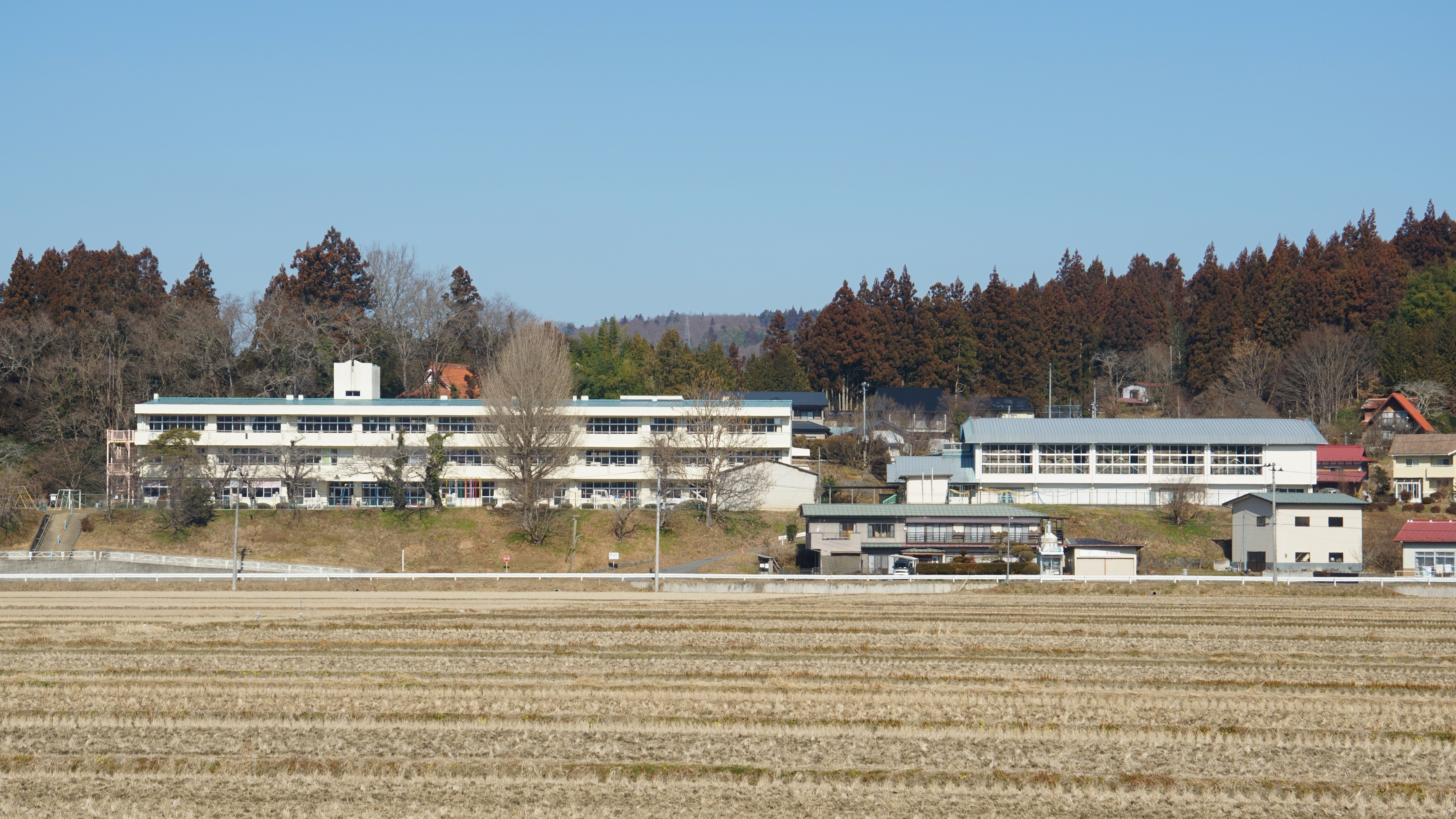
黄海小学校（2024年2月撮影）
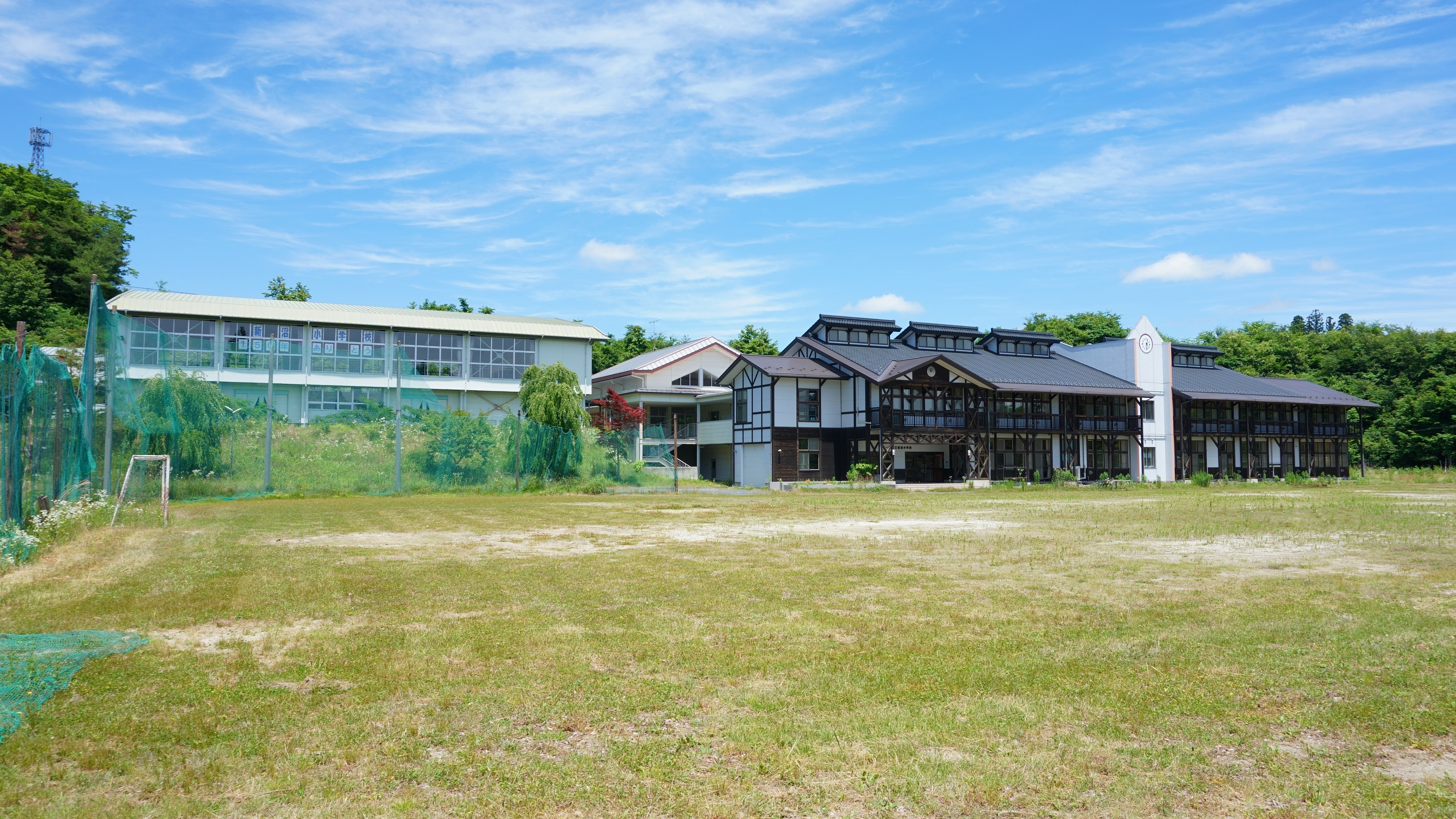
新沼小学校（2024年6月撮影）

※以下は廃校
- 藤沢町立黄海小学校中山分校（1968年黄海小学校へ統合）
- 藤沢町立黄海小学校深萱分校（1973年藤沢小学校〈旧〉へ統合）
- 藤沢町立藤沢小学校西口分校（同上）
- 藤沢町立藤沢小学校本郷分校（同上）
- 藤沢町立曲田小学校（1973年黄海小学校へ統合）
- 藤沢町立藤沢小学校（2009年新制の藤沢小学校へ統合）
- 藤沢町立徳田小学校（同上）
- 藤沢町立保呂羽小学校（同上）
- 藤沢町立大籠小学校（同上）

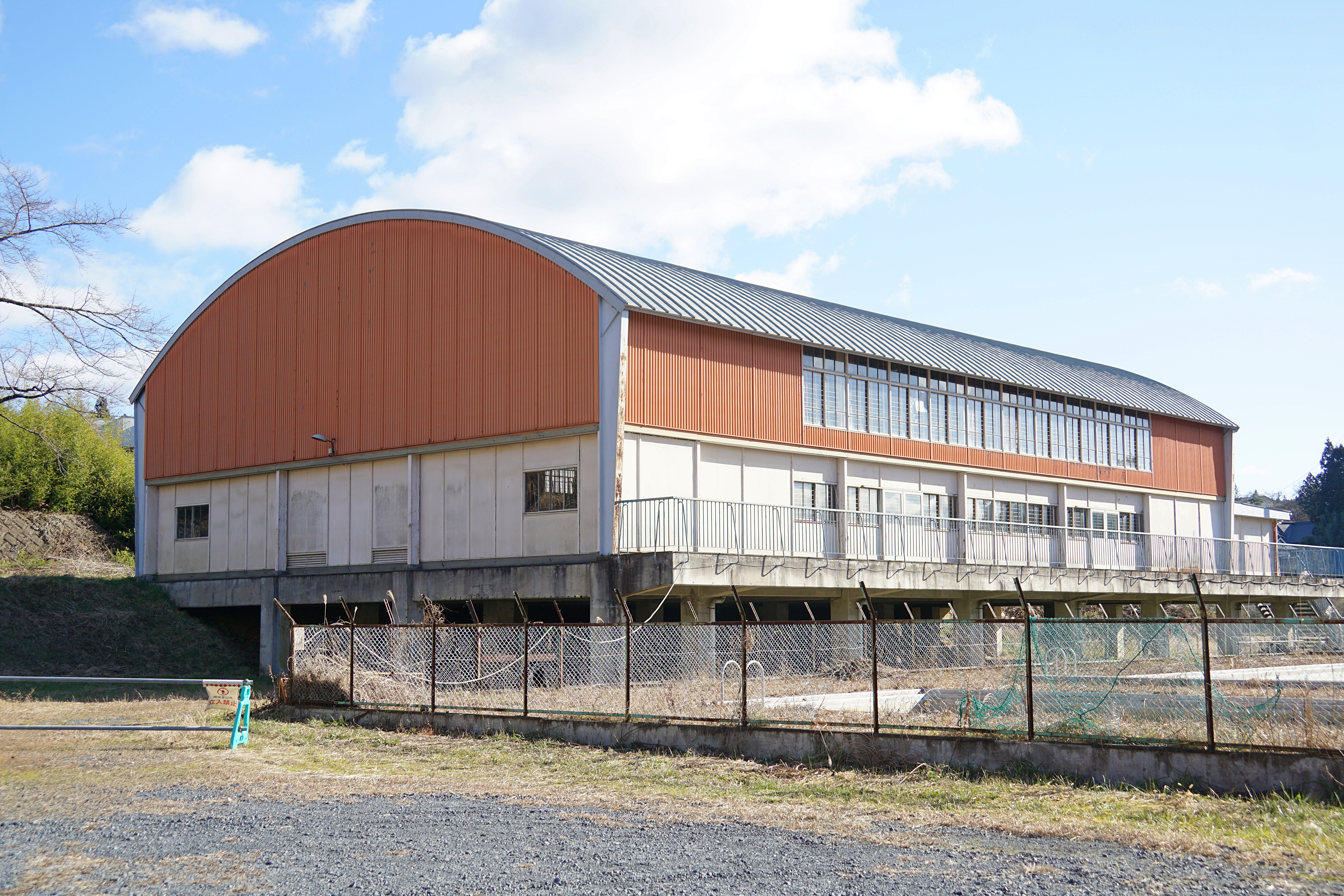
旧藤沢小学校の体育館（2024年1月撮影）
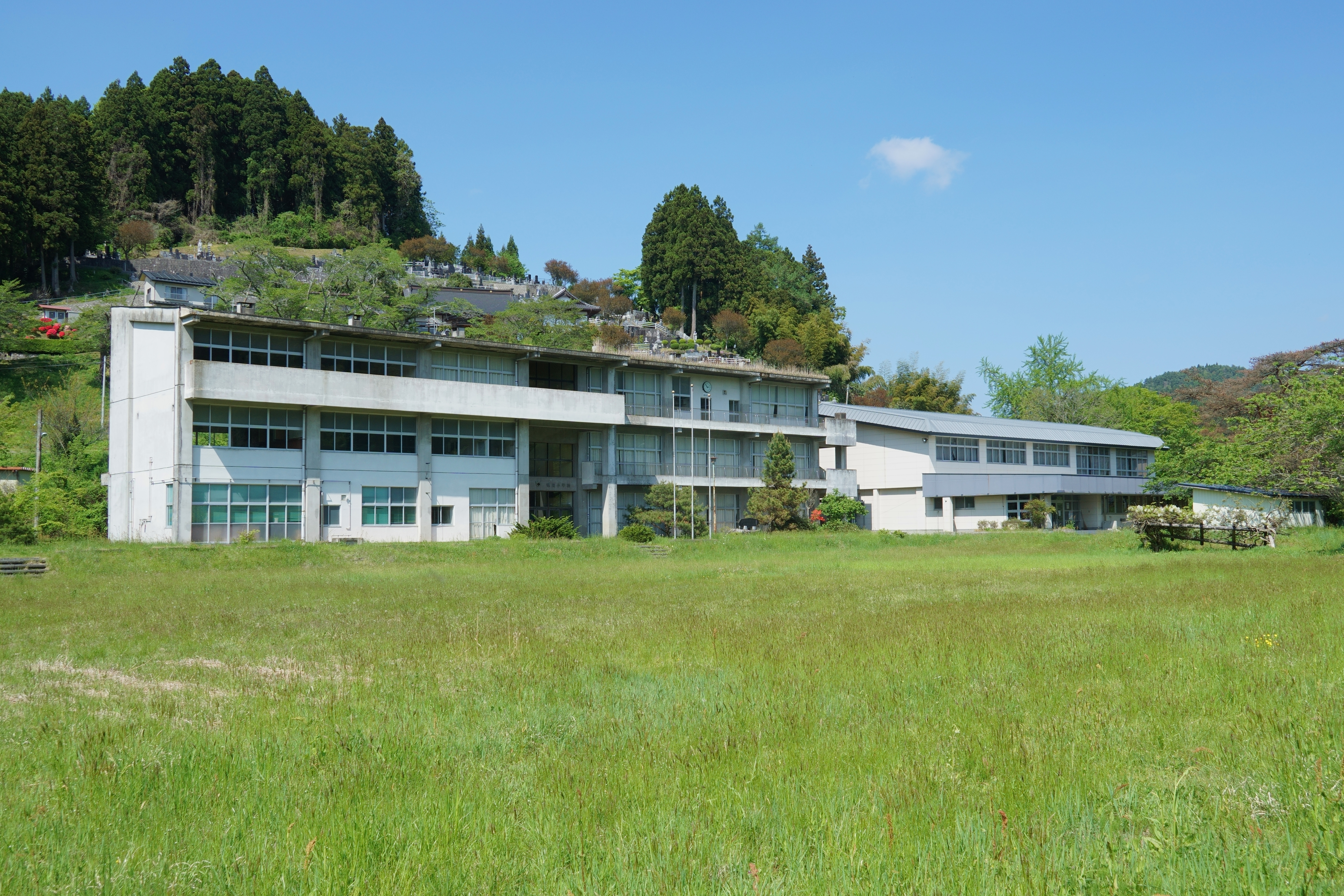
徳田小学校（2025年5月撮影）
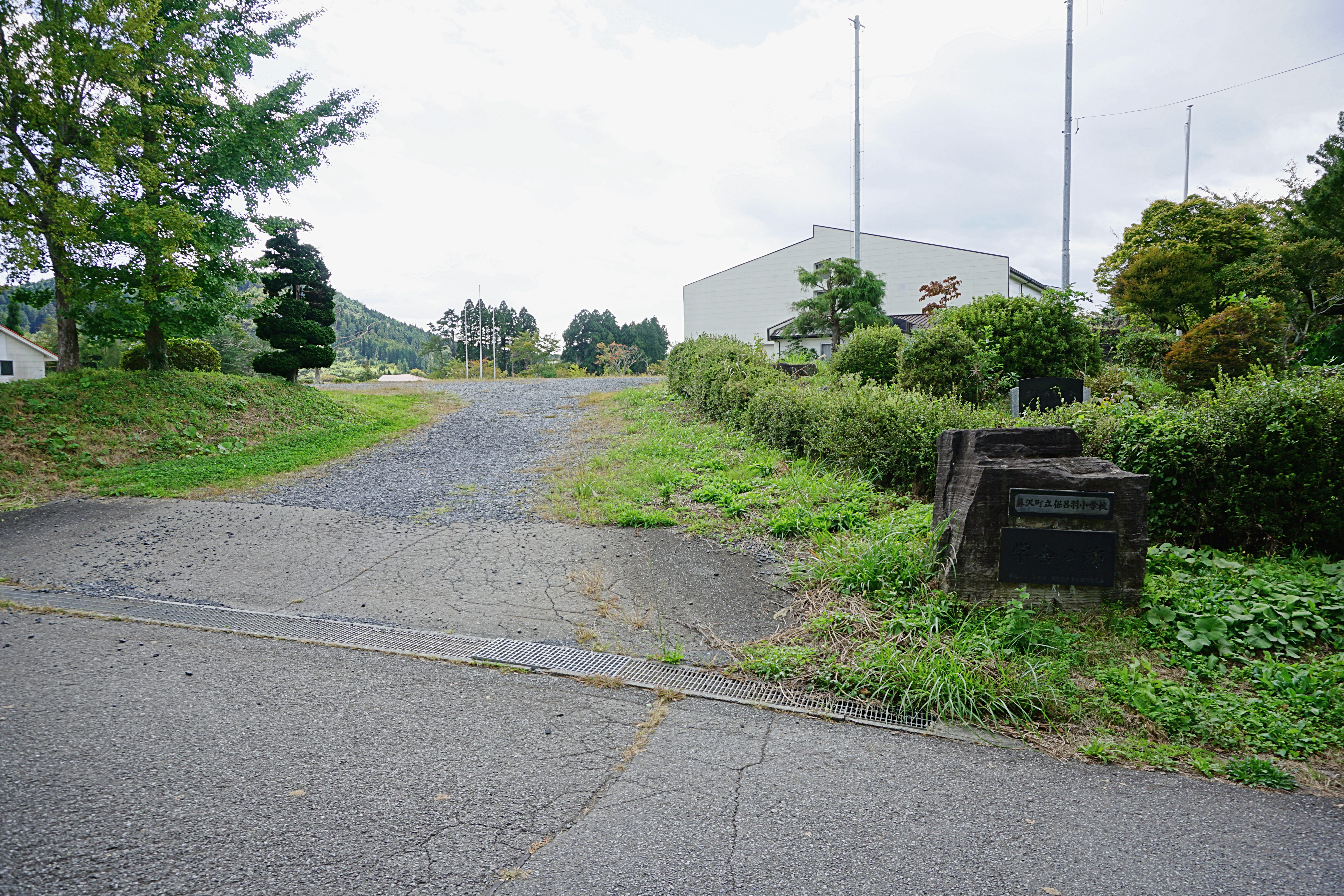
保呂羽小学校（2023年10月撮影）
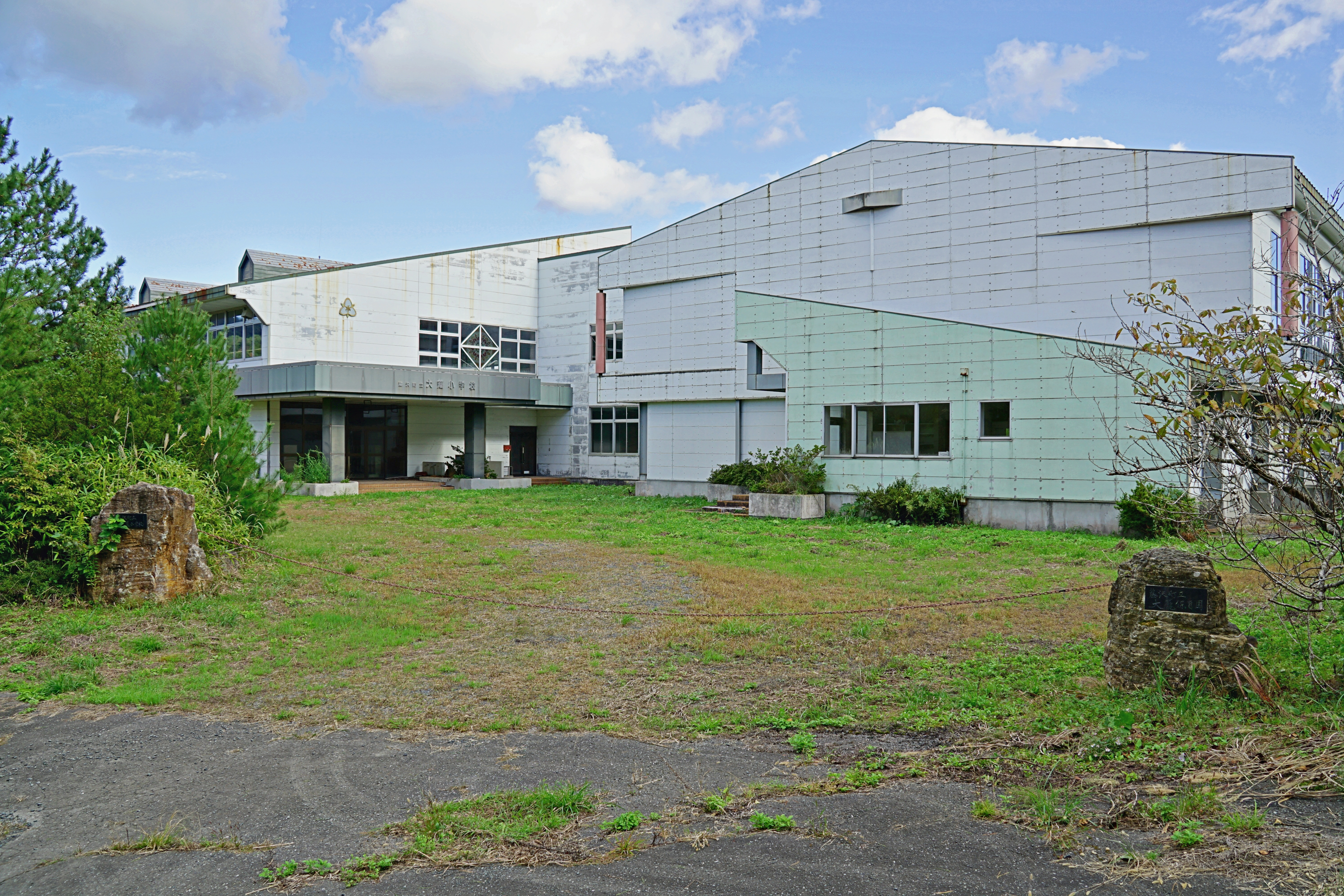
大籠小学校（2023年10月撮影）
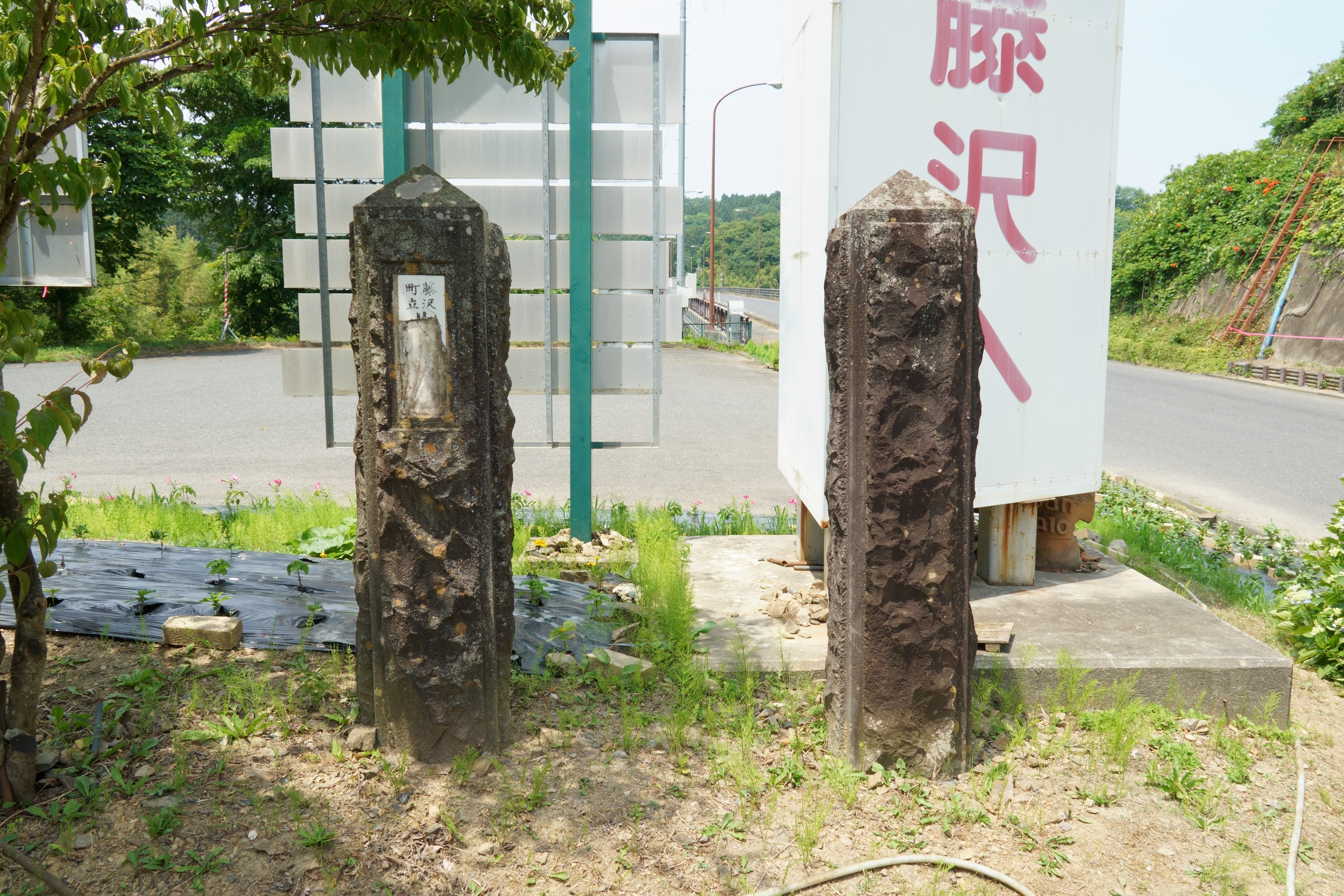
曲田小学校の校門（2024年6月撮影）

### 未就学児施設
保育園
- 藤沢町立藤沢保育園〈2代目〉
- 藤沢町立黄海保育園
- 藤沢町立新沼保育園（旧：藤沢町八沢保育園）

幼稚園
- 藤沢町立藤沢幼稚園[注釈 1]
- 藤沢町立黄海幼稚園

※以下は廃園

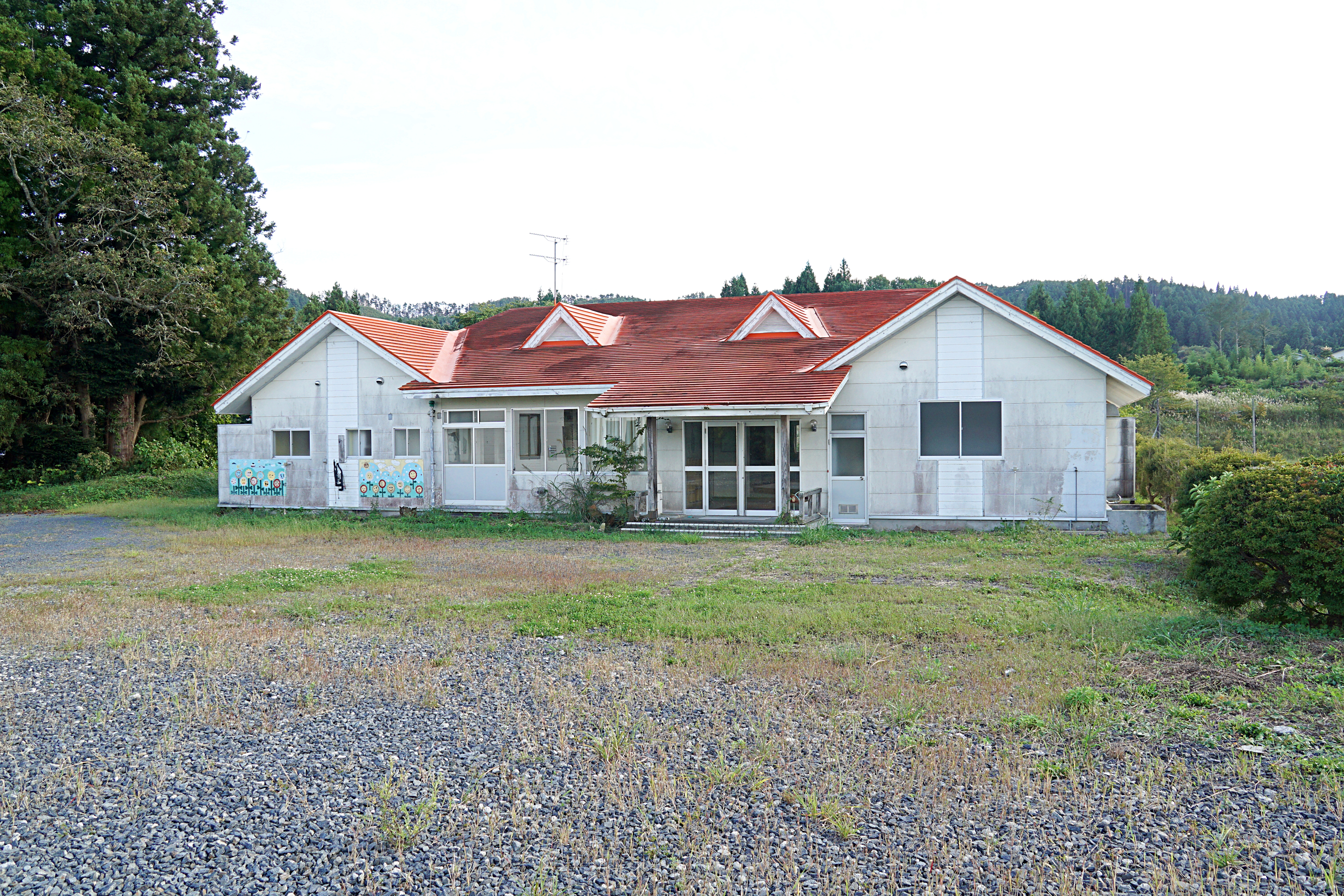
保呂羽保育園（2023年9月撮影）

- 藤沢幼稚園（1980年町立藤沢幼稚園の開園にあわせ、閉園）[13]
- 藤沢町立西口保育所（1984年藤沢保育園へ統合）[14]
- 藤沢町立本郷児童館（1986年藤沢保育園へ統合）[15]
- 藤沢町立藤沢保育園〈初代〉（2009年新制の藤沢保育園へ統合）
- 藤沢町立徳田保育園（同上）
- 藤沢町立保呂羽保育園（同上）
- 藤沢町立大籠保育園（同上）

## 交通

### 鉄道
町内には鉄道は敷かれていない。鉄道を利用する場合の最寄り駅は、千厩駅（JR東日本・大船渡線）。

### 路線バス
岩手県交通が運行している。
- 千厩バスターミナル - 千厩病院 - 関田橋 - 藤沢 - 黄海 - 七日町 - 日形 - 花泉
- 藤沢中学 - 散臣長根 - 薄衣 - 番台 - 一関駅前
- 千厩バスターミナル - 千厩駅前 - 千厩病院 - 増沢日当 - 藤沢 - 藤沢病院前 - 千松

2005年（平成17年）までは上記岩手県交通路線バスのほか、宮交登米バス津谷 - 佐沼間の路線バスが大籠地区の千松付近を通っていた。

### 道路

#### 一般国道
- 国道456号
- 国道346号

#### 県道

##### 主要地方道
- 岩手県道21号花泉藤沢線

##### 県道
- 岩手県道188号綱木黄海線
- 岩手県道189号東和薄衣線
- 岩手県道218号藤沢津谷川線
- 岩手県道295号藤沢大籠線

## 名所・旧跡・観光
- 岩手サファリパーク
- 館ヶ森アーク牧場
- 館ヶ森高原ホテル

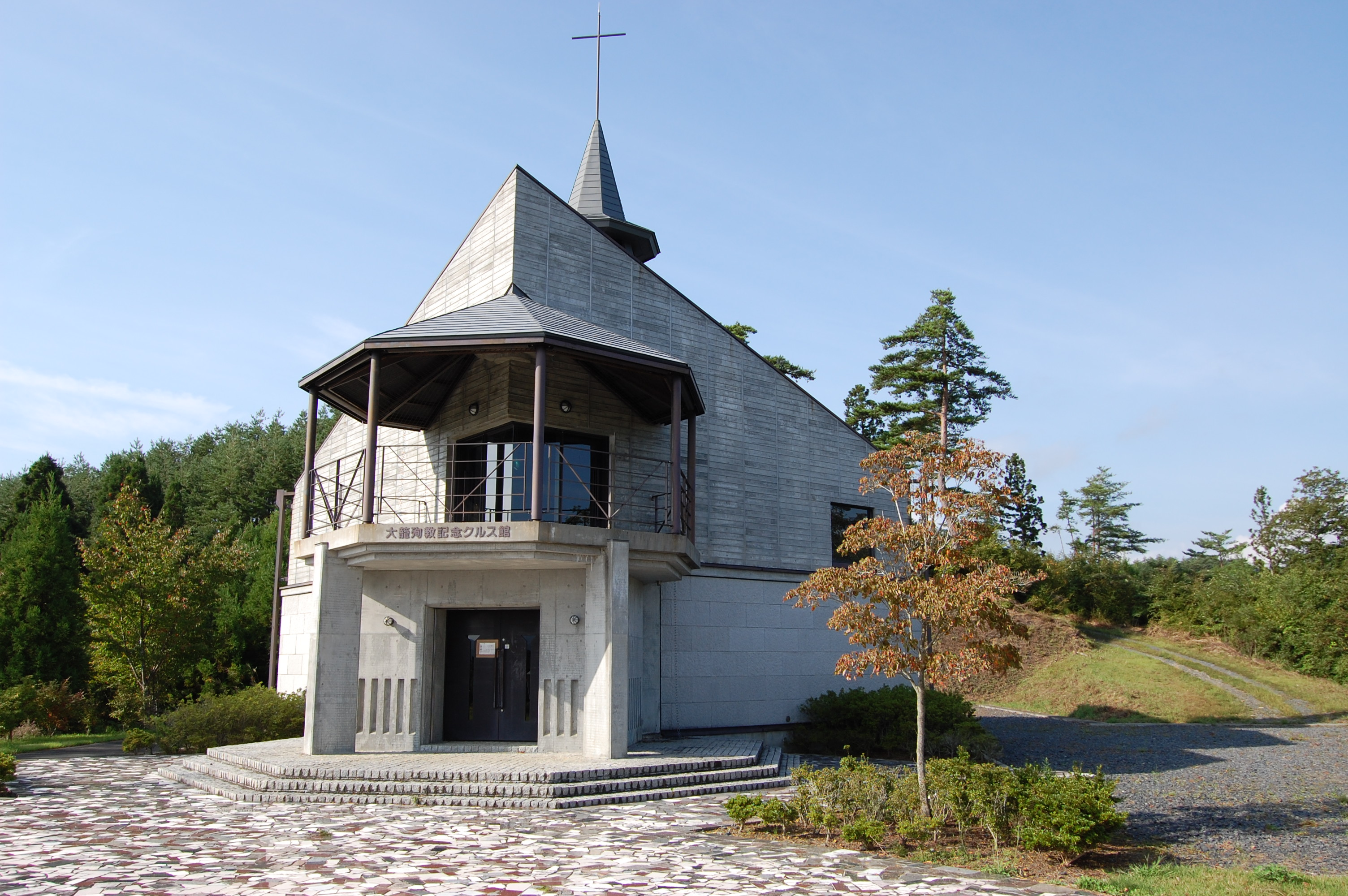
大籠キリシタン殉教公園

- ペンション・グリューボーデン館ヶ森 - 町が1992年に建築した2階建てのペンション[16]。
- 藤沢スポーツランド（公認モトクロス場）
- 大籠キリシタン殉教公園
- 農家民宿「観樂樓」 - 2007年5月に開業し、グリーンツーリズムの拠点となった[17]。

## 文化・名物

### 祭事・催事
- 藤沢野焼祭（8月） - 考古学者の塩野半十郎が提唱し、藤沢焼の窯元・本間伸一が中心となって1976年（昭和51年）に始まった、縄文野焼きを再現した祭りで、約1,000点の作品を窯で焼き上げる[18][19]。
- 藤沢町民劇場（2月） - 1999年（平成11年）に旗揚げされた藤沢町民劇団が中心となり、2000年より毎年2月に公演[20]。

### 名産・特産
- リンゴ[21]
- ピーマン - 1990年代から生産が盛んになり、2010年9月時点では129戸の農家が栽培[22]。
- ハム・ソーセージ[23]

## 出身著名人
- 石川登盛 - 朝鮮総督府官僚[24]
- 岩渕公一 - 柔道家[25]
- 大利根勝子 - 浪曲師[26]
- 小野寺有一 - 衆議院議員[27]
- 楡周平 - 小説家[28]
- 屋須弘平 - 写真家[29]

## 関連人物

### 縄文の炎・藤沢野焼祭の関係者
- 岡本太郎
- 岡本敏子
- 池田満寿夫